# Yakary
Yakary (* 23. November 1998; bürgerlich Can Sacik) ist ein deutscher Rapper. Er war vorher unter dem Pseudonym Cano aktiv.

## Leben
Yakarys kurdische Wurzeln liegen in den türkischen Provinzen Diyarbakır und Batman. Als Cano hatte der Rapper ein Debüt auf dem Videokanal von Xatar mit dem Track Dämonen. Er veröffentlichte zwischen 2021 und 2022 mehrere Singles und Extended Plays.
Unter dem Pseudonym Yakary machte er im Februar 2022 das erste Mal von sich reden. Er veröffentlichte bis zum November 2022 sieben Singles, die ihn im Deutschrap bekannt machten. Zunächst maskierte er sich mit einer Skimaske und einer Kontaktlinse im rechten Auge. Als er bei dem Musikvideo zu 911 seine Maske abnahm, wurde es offensichtlich, dass er bereits vorher aktiv war.
Yakary wurde 2023 von PA Sports für dessen Label Life Is Pain unter Vertrag genommen. Kurz darauf gab es jedoch Streit mit dem Rapper 18 Karat, der behauptete, ebenfalls die Rechte an dem Signing zu besitzen.
Im Anschluss lieferte sich Yakary Beef mit dem deutschen Sänger Pietro Lombardi und veröffentlichte einen Disstrack gegen Capital Bra. Hintergrund für letzteres war die Farbgestaltung der Cover. Yakary verwendete bisher Cover, die lediglich eine Farbe zeigen. Dies hat Capital Bra für seine Single Ale Ale ebenfalls getan. Eine Antwort darauf und weitere Disstracks von Ngee und Bushido veröffentlichte Capital Bra mit Ja Capi im Anschluss, löschte diesen jedoch später wieder.
Mit seiner Solo-Single Ketamin, die am 1. September 2023 erschien, erreichte erstmals die deutschen Charts.
Im Juli 2025 veröffentlichte PA Sports das Aus der Zusammenarbeit via Instagram, somit ist Yakary aufgrund diversen Vorfällen in der Vergangenheit nicht länger Teil von Life Is Pain.

## Diskografie

### Singles
- 2022: Gift
- 2022: Jolie
- 2022: Daye
- 2022: T.S.O.P.
- 2022: 911
- 2022: Ruff Ryda
- 2022: you & i
- 2022: Woo
- 2023: Ketamin
- 2023: Besiktas
- 2023: Bubu
- 2023: papaoutai
- 2023: capidiss.wav (Disstrack gegen Capital Bra)
- 2023: Für immer (mit PA Sports)
- 2023: Fake Luv
- 2023: alleine
- 2023: Grind on me
- 2023: Toxicgirl
- 2023: Sonnenbank.mp3
- 2023: Baby schrei (feat. Dardan)
- 2023: Blei (feat. PA Sports; #4 der deutschen Single-Trend-Charts am 5. Januar 2024[10])
- 2024: Back2life
- 2024: Thot
- 2024: Ma Boo
- 2024: 10 Sekunden (mit Kianush & PA Sports)
- 2024: Bei mir
- 2024: Oops (I Did It Again)
- 2024: Moonlight Dreams (feat. Jamule)
- 2024: Nebel
- 2024: Reality (mit PA Sports)
- 2024: Schwarzgeld (mit Ego & Haftbefehl)
- 2024: 4AM (mit Jamule)
- 2025: JLO
- 2025: Gegengift
- 2025: Me & You
- 2025: 4EVER
- 2025: karatdiss.mp3
- 2025: Taboo

### Als Cano

#### EPs
- 2021: More Life More Problems Vol. 1
- 2022: More Life More Problems Vol. 2
- 2022: More Life More Problems Vol. 3

#### Singles
- 2021: Dämonen
- 2021: Farbenblind
- 2021: Schocktherapie

## Auszeichnungen für Musikverkäufe
Anmerkung: Auszeichnungen in Ländern aus den Charttabellen bzw. Chartboxen sind in ebendiesen zu finden.
| Land/RegionAuszeichnungen für Musikverkäufe (Land/Region, Auszeichnungen, Verkäufe, Quellen) | Gold  | Platin | Verkäufe | Quellen           |
| -------------------------------------------------------------------------------------------- | ----- | ------ | -------- | ----------------- |
| Deutschland (BVMI)                                                                           | Gold1 | —      | 300.000  | musikindustrie.de |
| Insgesamt                                                                                    | Gold1 | —      |          |                   |